# 学校法人東放学園
学校法人東放学園（とうほうがくえん）は、東京都新宿区西新宿を中心に専修学校を展開している学校法人。

## 概要
1969年に東京放送（現・TBSホールディングス、以下「TBSHD」）の教育事業本部として発足。当初はビジネス学校の経営をしていたが、1979年4月に学校法人として認可され、現在は、放送（テレビ & ラジオ）・映画・アニメ・コンサート・音響技術、番組演出関係者、アナウンサー・お笑い・俳優・声優・タレント・配信クリエイター・ダンサー等エンターテインメント関連人材育成に特化した専門学校のパイオニア的学校となっている。
なお現在はTBSHDとの人脈的な繋がりはあるものの、資本関係はないとされる。また、TBSラジオで不定期にCMが放映されている（主に深夜帯）。
また、若年層からタレント・声優・俳優・歌手・ダンサー・マンガ家・クリエイター系人材の養成を強化するため、中学校卒業者を対象に高等課程を設置し、東放学園高等専修学校を開校している。
エンターテインメント業界の人材に特化した教育の成果として、タレントや声優・映画監督・テレビディレクターなど、業界で活動する卒業生も多い。

## 沿革
- 1969年4月 - 株式会社東京放送教育事業本部として、発足。TBSコンピュータ学院を設立する。
- 1971年4月 - 東京アナウンス学院を設立し、アナウンサーの養成を開始。
- 1972年2月 - 東京放送が教育事業本部を解消し、同事業を継承する東放学園を設立。
- 1979年4月 - 学校法人東放学園認可　放送技術者養成校である東放学園専門学校開校
- 1984年4月 - 専門学校東京アナウンス学院開校（専門学校認可）、東放学園情報専門学校開校
- 1987年4月 - 東放学園情報専門学校をアカデミーオブビズネス専門学校に校名変更
- 1991年4月 - アカデミーオブビズネス専門学校を東放学園放送専門学校に校名変更、東放学園音響専門学校開校。
- 2001年4月 - 東放学園高等専修学校開校。
- 2004年4月 - 専門学校東放ミュージックカレッジ開校、東放学園放送専門学校を東放学園映画専門学校に校名変更。
- 2010年3月 - 専門学校東放ミュージックカレッジ閉校。
- 2010年4月 - 東放学園映画専門学校が専門学校東放ミュージックカレッジ跡地に移転。
- 2014年3月 - 東放学園音響専門学校 清水橋校舎完成
- 2014年11月 - 専門学校東京アナウンス学院　新宿研究所校舎完成
- 2023年4月 - 専門学校東京アナウンス学院 西新宿四丁目校舎（TAG-TAG theater）完成
- 2025年4月 - 東放学園映画専門学校を東放学園映画アニメCG専門学校に校名変更（予定）。

## 設置校・学科
現在5つの専修学校が設置されており、専門学校4校と高等専修学校1校が設置されている。

### 専門学校
高等学校卒業者等を対象とする「専門課程」。
東放学園専門学校
ディレクター・放送作家・テレビカメラマン・映像編集・音声・美術・照明といった放送業界人材を育成
- 放送芸術科 - テレビディレクター/放送作家/タレントマネージャー
- 放送技術科 - テレビカメラマン/ビデオエンジニア/映像エディター
- 照明クリエイティブ科 - テレビ照明/コンサート照明/演劇照明/ライティングデザイナー
- テレビ美術科 - 美術デザイナー/大道具/小道具/持道具/衣裳
- 放送音響科 - テレビ音声/ラジオディレクター/アニメ音響監督

東放学園映画専門学校
映画・PV・CM系演出および技術系人材、小説・イラスト、アニメ・デジタル映像のクリエイターを養成
- 映画制作科 - 映画監督/映画カメラマン/シナリオライター
- プロモーション映像科 - ミュージックビデオディレクター/CMディレクター
- アニメーション・CG科 - アニメ監督/アニメーター/イラストレーター
- 小説創作科 - 小説家/ライトノベル作家/編集者
- 映画VFX専攻科（大学・短大・専門学校の卒業生が対象。1年制） - VFXディレクター/3DCGクリエイター

東放学園音響専門学校
コンサート制作や音響系の技術・演出全般および音楽ビジネスの人材を育成
- 音響技術科 - PAミキサー/レコーディングエンジニア/MAミキサー/音響効果
- 音響芸術科 - コンサート制作スタッフ/コンサートプロモーター/アーティストマネージャー/ファンクラブスタッフ

専門学校東京アナウンス学院
声優・俳優・芸人・タレント・配信者・歌手・レポーター・ダンサー等の芸能人を育成
- 声優科 - 声優/ナレーター/歌手
- 芸能バラエティ科 - お笑いタレント/YouTuber/歌手
- アナウンス科 - アナウンサー/レポーター/ラジオパーソナリティー
- 演技科 - 俳優（女優）/舞台俳優
- ダンスパフォーマンス科 - ダンサー/コリオグラファー

### 高等専修学校
中学校卒業者等を対象とする「高等課程」。
東放学園高等専修学校
声優や演技、ダンス、アニメーター・、映像系スタッフ、音響エンジニアなどメディア系職業に進むための基礎学習に重点を置いた高等専修学校

## かつての系列校
かつて、系列法人である「学校法人東放学園大学」が映画専門大学院大学を設置していたが、2013年に大学を廃止するとともに、設置学校法人を解散した。同大学院大学の修了生への各種証明書発行業務などは、移管法人としての学校法人東放学園に継承された。

## おもな出身者 ※グループ校4校
- アイデンティティ（田島直弥・見浦彰彦） - お笑いタレント
- アイドル鳥越 - お笑いタレント
- あきげん（秋山良人・石井元気）- お笑いタレント
- イジリー岡田 - お笑いタレント
- 大輪教授 - お笑いタレント
- 火災報知器（小林知之・高松信太郎） - お笑いタレント
- カラテカ（入江慎也） - お笑いタレント
- サイクロンZ - お笑いタレント
- 三拍子（久保孝真・高倉陵） - お笑いタレント
- 新宿カウボーイ（かねきよ勝則・石沢勤） - お笑いタレント
- タイムボム（ニック・高桑翔汰） - お笑いタレント
- タイムマシーン3号（山本浩司・関太） - お笑いタレント
- 土田晃之 - お笑いタレント
- どんぐりたけし - お笑いタレント
- 納言 - お笑いコンビ
- ニッチロー - お笑いタレント
- はなわ - お笑いタレント
- 原口あきまさ - お笑いタレント
- ハリウリサ - お笑いタレント
- ビビる大木 - お笑いタレント
- ペッパーボーイズ - お笑いタレント
- まぁこ - お笑いタレント
- マツモトクラブ - お笑いタレント
- やさしい雨（吉本純・松崎克俊） - お笑いタレント
- 柳原可奈子 - お笑いタレント
- わたなべるんるん - お笑いタレント
- 春風亭昇也（落語家）
- 神田莉緒香 - 歌手
- 肥後千暁 - 歌手
- 吉岡亜衣加- 歌手
- 近藤薫 - シンガーソングライター、作詞家、作曲家、編曲家、ギタリスト、音楽プロデューサー
- 阿久津加菜 - 声優
- 新井里美 - 声優
- 石井マーク - 声優
- 伊丸岡篤 - 声優
- 岩瀬周平 - 声優
- 上田のりこ - 声優
- 桜咲千依 - 声優
- 大久保瑠美 - 声優
- 大関英里 - 声優
- 小笠原早紀 - 声優
- 角元明日香 - 声優
- 加瀬康之 - 声優
- 川中子雅人 - 声優
- 川浪葉子 - 声優
- 桑原由気 - 声優
- 寿美菜子（スフィア） - 声優
- 西連寺亜希 - 声優
- 桜井敏治 - 声優
- 佐藤聡美 - 声優
- 真田アサミ - 声優
- 椎橋和義 - 声優
- 杉山紀彰 - 声優
- 関口英司 - 声優
- 外川大花 - 声優
- 高塚智人 - 声優
- 鷹野晶 - 声優
- 高橋広樹 - 声優
- 高橋美紀 - 声優
- 橘ひかり - 声優
- 田野めぐみ - 声優
- 土田玲央 - 声優
- 寺島拓篤 - 声優
- 天神林ともみ - 声優
- 東城日沙子 - 声優
- 戸田亜紀子 - 声優
- 中原茂 - 声優
- 中上育実 - 声優
- 南雲大輔 - 声優
- 夏樹リオ - 声優
- 成田紗矢香 - 声優
- 原えりこ - 声優
- 日岡なつみ - 声優
- 氷上恭子 - 声優
- 平松広和 - 声優
- 檜山修之 - 声優
- 深見梨加 - 声優
- 細谷佳正 - 声優
- 保志総一朗 - 声優
- 増田俊樹 - 声優
- 増田ゆき - 声優
- 松浦チエ - 声優
- 松本健太 - 声優
- 三上枝織 - 声優
- 南早紀 - 声優
- 峰あつ子 - 声優
- 山口勝平 - 声優
- 山田礼子 - 声優
- ゆきのさつき - 声優
- 横関健悟 - 声優
- 横田成吾 - 声優
- 吉岡沙知 - 声優
- 吉田孝 - 声優
- 阿南敦子 - 俳優
- 野久保直樹（元羞恥心）- 俳優
- 橋本祥平- 俳優
- 万理華 - 俳優
- 山中聡 - 俳優
- 吉田メタル - 俳優
- 鹿島勤 - 映画監督
- 井樫彩 - 映画監督
- 萩原健太郎 - 映画監督
- 伊藤拓也 - 映画監督
- 芦塚慎太郎 - 映画監督
- 加納隼 - 映画監督
- 福田芽衣 - 映画監督
- 浅沼直也 - 映画監督
- 山本文 - 映画監督
- 高橋伸之 - 映画監督、演出家
- 大根仁 - 映画監督、演出家
- 国本雅広 - 映画監督
- 油谷誠至 - 映画監督
- 稲垣尚夫 - 映画美術監督
- 鈴木健二 - 特撮監督
- おちまさと - プロデューサー
- 中本あつし - コンサート制作
- kenji nakai- レコーディングエンジニア
- 松本靖雄 - レコーディングエンジニア
- 佐藤了 - ライトノベル作家
- 緑川愛彩 - ライトノベル作家
- 駒尾真子 - 小説家
- 佐藤大 - 脚本家
- 寺田敏雄 - 脚本家
- 龍居由佳里 - 脚本家
- 原すすむ - 放送作家
- 竹内きよのり - 放送作家
- 末田健 - ディレクター
- 朝倉健 - ディレクター（ロンドンハーツ）
- 村山ひとし - タレント、放送作家、アイドル評論家
- 東厚志 - ディレクター
- 川嶋龍太郎 - TBSテレビ 演出家、プロデューサー
- 坪井敏雄 - TBSテレビ 演出家、プロデューサー
- 中村喜伸 - 日本テレビ プロデューサー
- 斉藤敏豪 - 日本テレビ プロデューサー
- 松山雅則 - プロデューサー
- 田口拓也 - 編集技師
- 森つねお - テレビ朝日クリエイト美術進行（テレビ）
- 中島せいや - テレビカメラマン
- 三井良浩 - フジテレビ気象センタープロデューサー、気象予報士
- カンパニー松尾 - AV監督
- SU - 元RIP SLYME
- このほか、テレビスタッフは多数

## 校舎

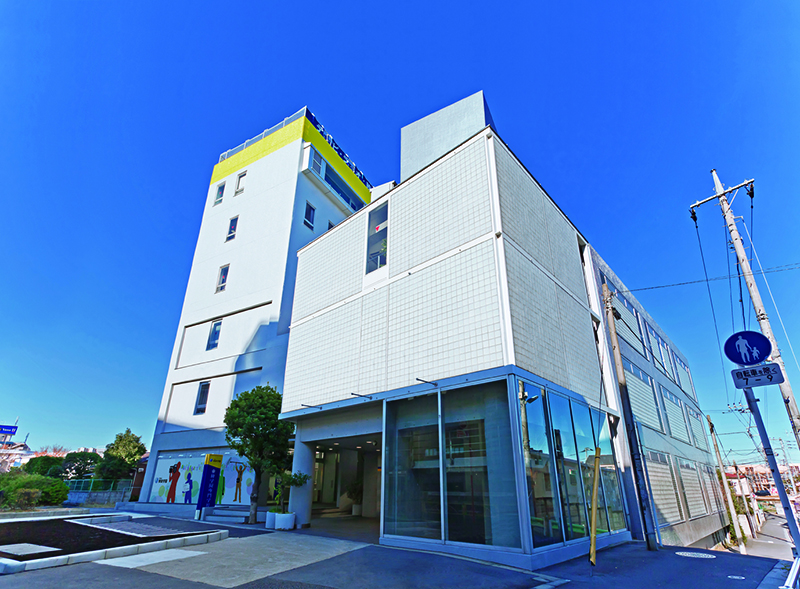
東放学園専門学校
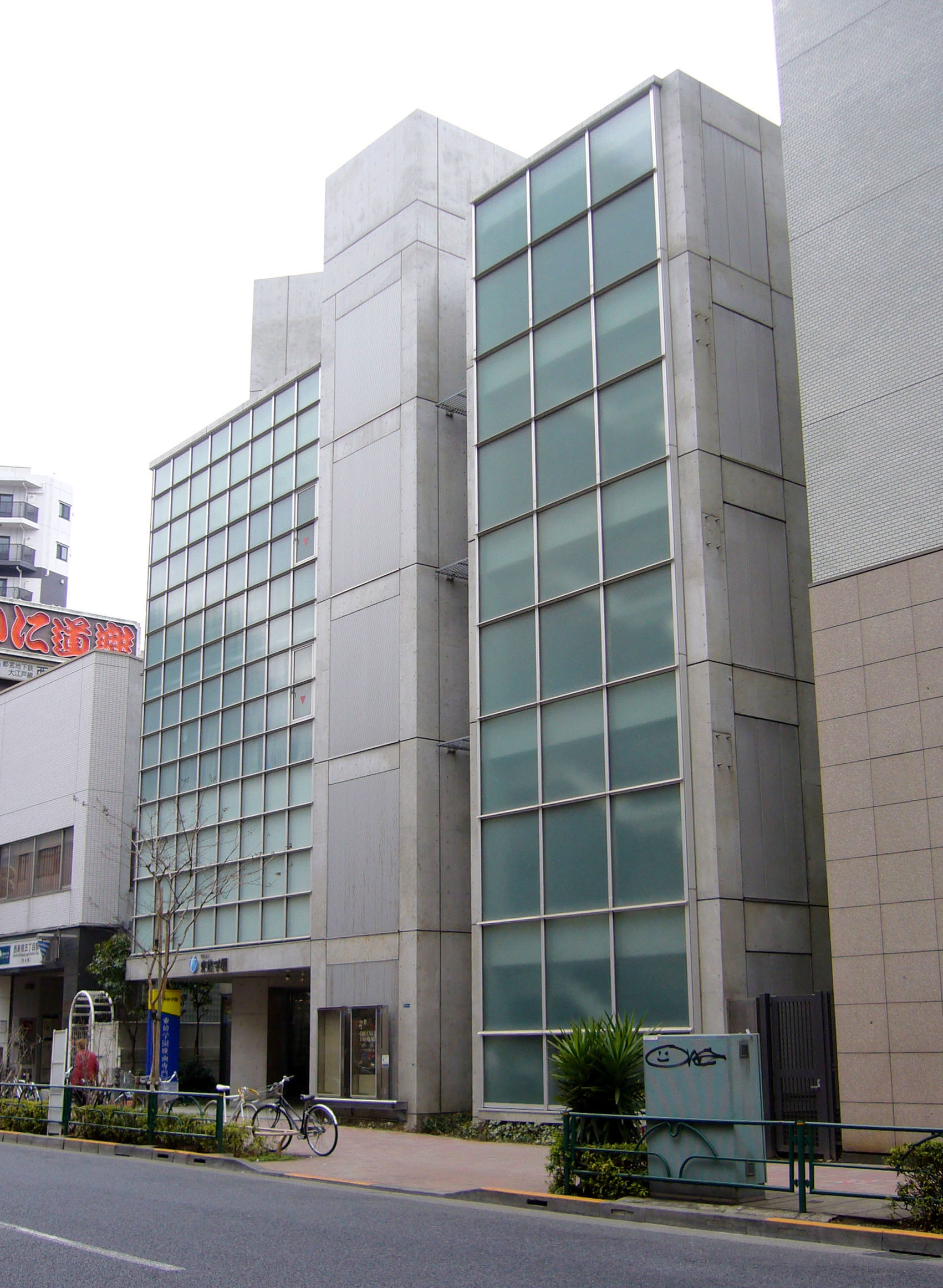
東放学園映画専門学校
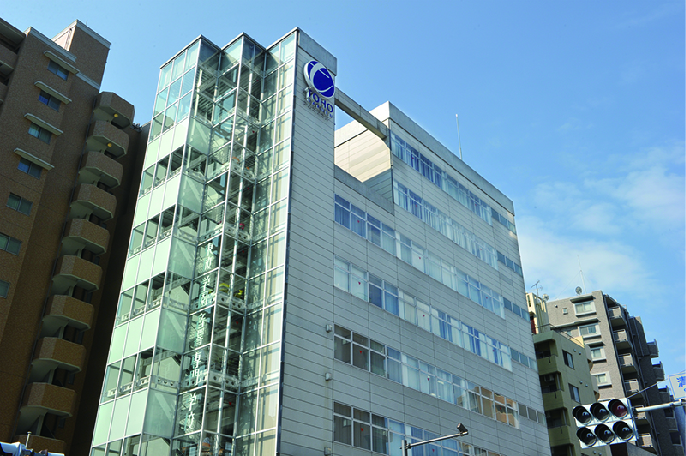
東放学園音響専門学校 清水橋校舎
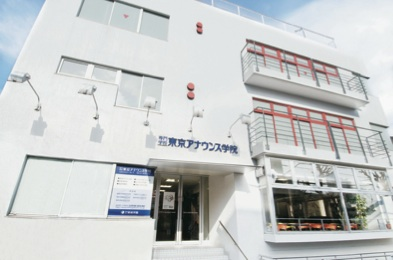
専門学校東京アナウンス学院
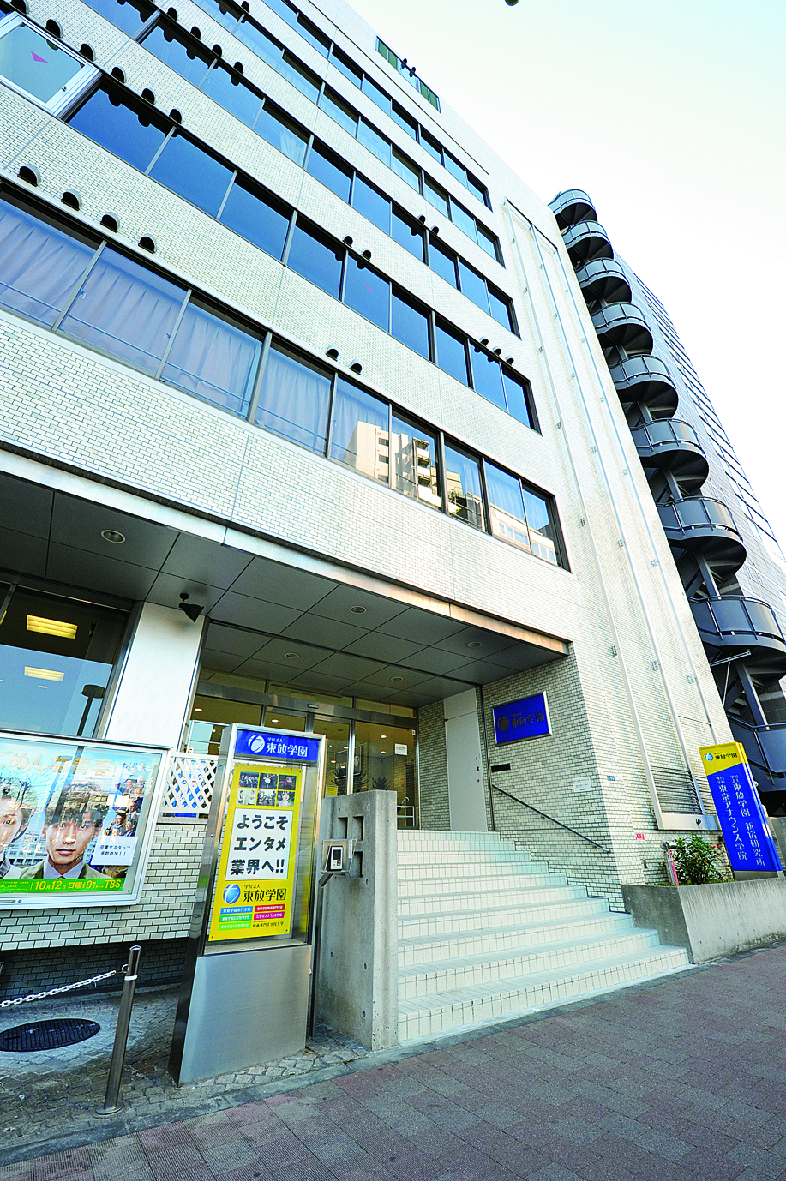
専門学校東京アナウンス学院 新宿研究所
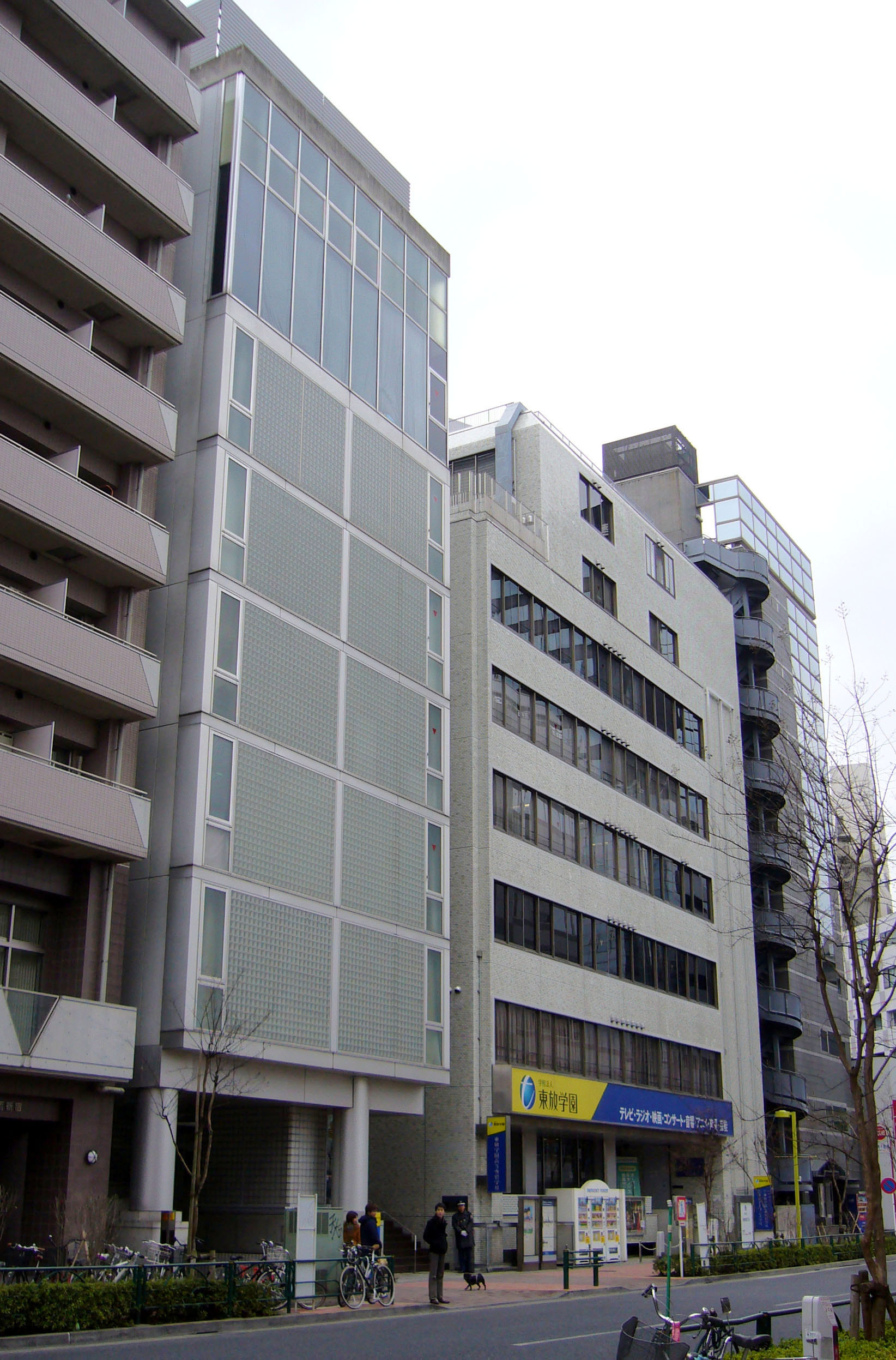
東放学園高等専修学校（左）
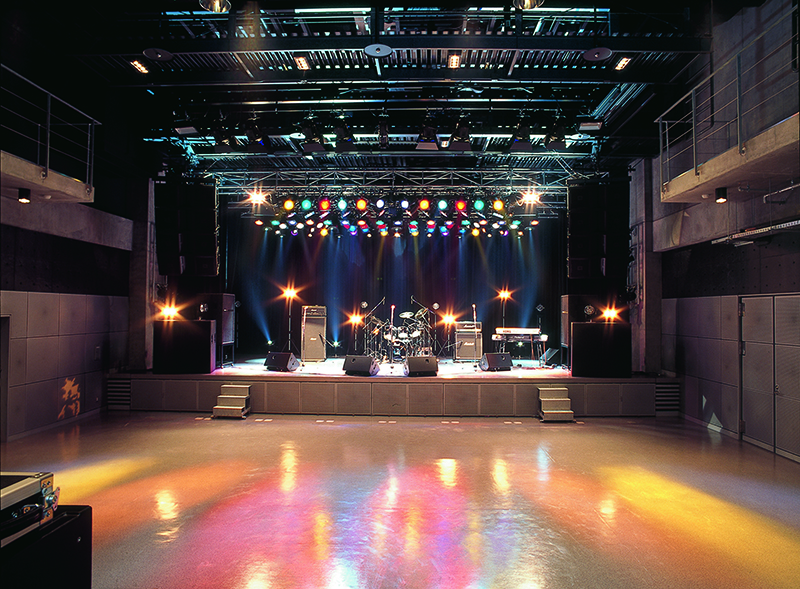
STUDIO Dee
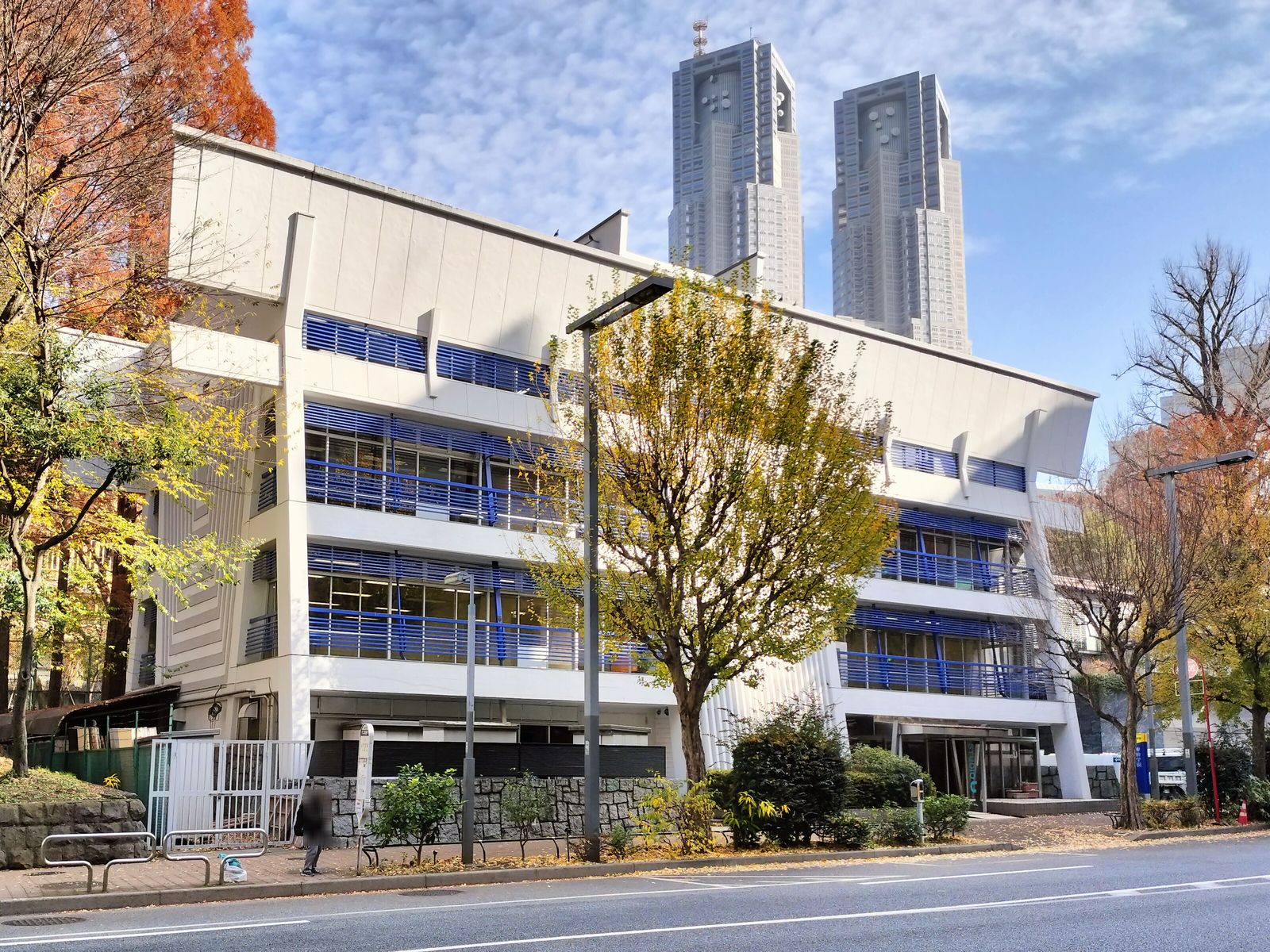
アトリエクマノ